# Nõmjala
Nõmjala je vesnice v estonském kraji Saaremaa, samosprávně patřící do obce Saaremaa. Před rokem 2017 měla název Nõmme.